# 2S19 Msta-S
2S19 Msta-S är en rysk 152 mm bandhaubits. Pjäsen togs fram av Sovjetunionen under 1980-talet som en ersättare till den äldre SO-152 bandkanonen. De första haubitsarna togs i bruk under 1989 och fortsätter att produceras av Ryssland idag.
Systemet bygger på chassit av den ryska stridsvagnen T-80 med T-72:s dieselmotor. Bestyckningen består av en 152 mm kanon med en räckvidd på 29 km med konventionella granater och 36 km med reatil. Pjäsen kan avfyra upp till 8 skott per minut.

## Bilder

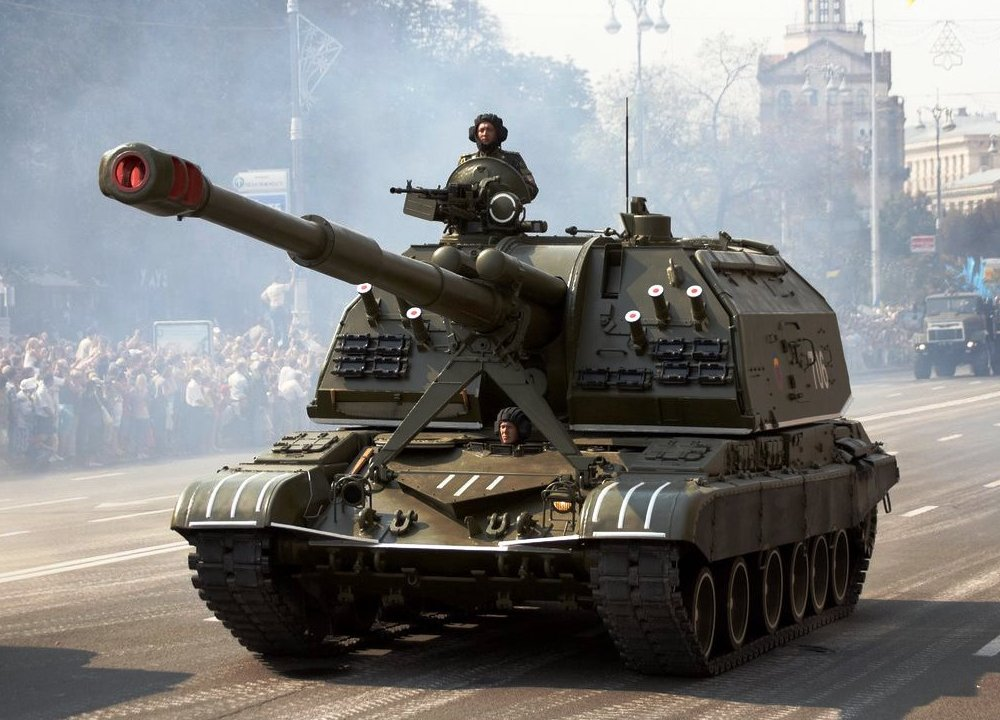
Ukrainsk 2S19 Msta-S